# Gmina Lanišće
Gmina Lanišće (chorw. Općina Lanišće) – gmina w Chorwacji, w żupanii istryjskiej.

## Miejscowości i liczba mieszkańców (2011)
- Brest – 39
- Brgudac – 14
- Dane – 9
- Jelovice – 17
- Klenovšćak – 6
- Kropinjak – 4
- Gmina Lanišće (chorw. Općina Lanišće) – 88
- Podgaće – 52
- Prapoće – 28
- Račja Vas – 25
- Rašpor – 3
- Slum – 24
- Trstenik – 4
- Vodice – 16